# Letnica (Bułgaria)
Letnica (bułg. Летница) – miasto w północnej Bułgarii, w obwodzie Łowecz. Siedziba administracyjna gminy Letnica. Według danych Narodowego Instytutu Statystycznego w Bułgarii z 31 grudnia 2011 miasto liczyło 2653 mieszkańców.

## Historia
Obszar dzisiejszej Letnicy dawniej zamieszkiwali Trakowie, co wykazują badania archeologiczne prowadzone tutaj – najcenniejsze znalezisko to zbiór 15 srebrnych ozdób zawierających przedstawienia scen walk zwierzęcych oraz jeźdźców trackich (zob. skarb letnicki). 
Nazwa Letnica pochodzi od rodzaju pszenicy. Następnie w XV wieku osadę tę zamieszkiwali Turcy, bowiem teren ten znajdywał się na terenie tamtejszego Imperium Osmańskiego. W okresie XIX wieku miejscowość opisywał bułgarski etnograf Georgi Rakowski.